# Wikipedia in spagnolo
La Wikipedia in spagnolo (Wikipedia en español) è l'edizione in lingua spagnola dell'enciclopedia online Wikipedia. Suo slogan, o meglio secondo nome, è La enciclopedia libre.

## Storia
Il 16 marzo 2001, Jimmy Wales annuncia l'intenzione d'internazionalizzare Wikipedia con la creazione di numerose edizioni in diverse lingue. L'11 maggio, i programmatori Jason Richey e Toan Vo wiki ne hanno aperte nove.

## Statistiche
La Wikipedia in spagnolo ha 2 018 553 voci, 8 376 400 pagine, 7 369 313 utenti registrati di cui 14 743 attivi, 56 amministratori e una "profondità" (depth) di 196 (al 21 marzo 2025).
È l'ottava Wikipedia come numero di voci e, come "profondità", è la 12ª tra quelle con più di 100000 voci (al 14 ottobre 2024).

## Cronologia
- 11 maggio 2001: è stata annunciata Wikipedia in spagnolo.
- 20 maggio 2001: inizia Wikipedia in spagnolo.
- 21 maggio 2001: primo articolo in assoluto.
- 7 febbraio 2002: raggiunge le 1000 voci.
- 4 novembre 2003: raggiunge le 10000 voci.
- 23 settembre 2004: raggiunge le 30000 voci.
- 30 maggio 2005: raggiunge le 50000 voci.
- 8 marzo 2006: raggiunge le 100000 voci.
- 6 settembre 2006: raggiunge le 150000 voci.
- 10 febbraio 2007: raggiunge le 200000 voci.
- 18 novembre 2007: raggiunge le 300000 voci.
- 20 settembre 2008: raggiunge le 400000 voci.
- 5 agosto 2009: raggiunge le 500000 voci.
- 23 maggio 2010: raggiunge le 600000 voci.
- 12 gennaio 2011: raggiunge le 700000 voci.
- 12 luglio 2011: raggiunge le 800000 voci.
- 29 giugno 2012: raggiunge le 900000 voci.
- 16 maggio 2013: raggiunge 1000000 di voci ed è la settima Wikipedia per numero di voci.
- 16 maggio 2013: supera l'edizione in russo e diviene la sesta edizione per numero di voci.
- 18 giugno 2013: viene superata dall'edizione in svedese e ritorna a essere la settima edizione per numero di voci.
- 2 ottobre 2013: viene superata dall'edizione in russo e ritorna a essere l'ottava edizione per numero di voci.
- 26 agosto 2014: viene superata dall'edizione in cebuano e ritorna a essere la nona edizione per numero di voci.
- 19 settembre 2014: viene superata dall'edizione in waray-waray e ritorna a essere la decima edizione per numero di voci.
- 25 maggio 2016: supera l'edizione in waray-waray e torna a essere la nona edizione per numero di voci.
- 15 agosto 2018: supera l'edizione in italiano e torna a essere l'ottava edizione per numero di voci.
- 20 gennaio 2019: raggiunge 1500000 voci.
- 16 febbraio 2019: viene superata dall'edizione in italiano e ritorna a essere la nona edizione per numero di voci.
- 7 ottobre 2021: supera l'edizione in italiano e torna a essere l'ottava edizione per numero di voci.
- 2 gennaio 2025: raggiunge i 2000000 di voci.

## Collaboratori della Wikipedia in lingua spagnola per paese
1. Spagna (1336)
2. Argentina (734)
3. Cile (559)
4. Messico (554)
5. Colombia (260)
6. Perù (228)
7. Venezuela (189)
8. Uruguay (89)
9. Stati Uniti (80)
10. Cuba (59)
11. Ecuador (57)
12. Costa Rica (51)
13. Francia (43)
14. El Salvador (39)
15. Germania (39)
16. Guatemala (35)
17. Repubblica Dominicana (29)
18. Bolivia (28)
19. Porto Rico (28)
20. Brasile (27)
21. Paraguay (24)
22. Regno Unito (22)
23. Panama (15)
24. Canada (14)
25. Italia (14)
26. Polonia (13)
27. Finlandia (11)
28. Giappone (11)
29. Svizzera (11)
30. Honduras (9)
31. Nicaragua (9)
32. Paesi Bassi (9)
33. Svezia (8)
34. Russia (7)
35. Andorra (4)
36. Israele (4)
37. Repubblica Ceca (4)
38. Armenia (3)
39. Australia (3)
40. Belgio (3)
41. Irlanda (3)
42. Romania (3)
43. Turchia (3)
44. Cina (2)
45. Nuova Zelanda (2)
46. Portogallo (2)
47. Ucraina (2)
48. Austria (1)
49. Belize (1)
50. Bielorussia (1)
51. Capo Verde (1)
52. Corea (1)
53. Danimarca (1)
54. Libano (1)
55. Filippine (1)
56. Lituania (1)
57. Norvegia (1)
58. Thailandia (1)
59. Taiwan (1)